# Renee Paquette
Renee Jane Paquette (ur. 19 września 1985 w Toronto, Ontario) – kanadyjska aktorka. W latach 2012–2020 odgrywająca rolę komentatorki i osoby przeprowadzającej wywiady w organizacji WWE, gdzie używała pseudonimu ringowego Renee Young.

## Wczesne życie
Renee Jane Paquette urodziła się w Toronto, a wychowywała w Ajax, w prowincji Ontario. Jej ojciec był promotorem i za jego pośrednictwem Renee za młodu zwiedzała kulisy różnych wydarzeń związanych z wrestlingiem, między innymi WrestleMania VI. Jako dziecko poznała w ten sposób Dwayne’a „The Rock” Johnsona, Stone’a Colda Steve’a Austina, Triple H-a, Chynę i Trish Stratus. Początkowo chciała być aktorką komediową. W tym celu po ukończeniu liceum zaczęła trenować komedię improwizowaną w teatrze The Second City w Chicago. Potem wróciła do Toronto, by brać udział w przesłuchaniach castingowych. Wystąpiła w sesji zdjęciowej w czasopiśmie dla mężczyzn Toro, w reklamach Oxy, Occidental Petroleum i Noxzema, a w 2005 roku także w teledyskach do Teachers Sucks Toma Greena i Behind These Hazel Eyes Kelly Clarkson.

## Praca w telewizji
Jej pierwszym występem na potrzeby telewizji była niewielka rola w 2007 roku, w 39 odcinku 3 sezonu serialu The Smart Woman Survival Guide zatytułowanym Go Big or Go Home. W napisach końcowych została wymieniona jako Cutie Intern, czyli po angielsku urocza stażystka.
W 2008 roku produkowała własny program o nazwie Rippin’ It-N-Lippin’ It w niewielkiej kanadyjskiej stacji Bite TV, gdzie przeprowadzała wywiady i podawała bieżące informacje dotyczące muzyki współczesnej i sportów ekstremalnych.
W drugiej połowie roku 2009 zaczęła pracować dla kanadyjskiej telewizji sportowej The Score Television Network, gdzie prowadziła Right After Wrestling, program poświęcony wrestlingowi. Znajdowały się w nim informacje, wywiady i felietony. Później program zmienił nazwę na Aftermath. Jej współprowadzącymi byli były sędzia WWE Jimmy Korderas i dziennikarz Arda Ocal. Jak sama przyznała, początkowo nie znała się na wrestlingu, a postanowiła przyłączyć się do ekipy Right After Wrestling zafascynowana jego komediową stroną. Swój pierwszy wywiad dla programu przeprowadziła z Johnem Ceną, jednak nie został on wyemitowany ze względu na brak profesjonalizmu. Gościnnie pojawiła się także w ośmiu odcinkach programu telewizyjnego Gotta Grudge?, w którym ludzie bez doświadczenia w walkach rozwiązują swoje prywatne konflikty na ringu.
W latach 2011–2012 pełniła rolę mentorki i jurorki w kanadyjskim reality show Gillette Drafted, w którym nagrodą główną była kariera komentatora sportowego.

### WWE (2012–2020)

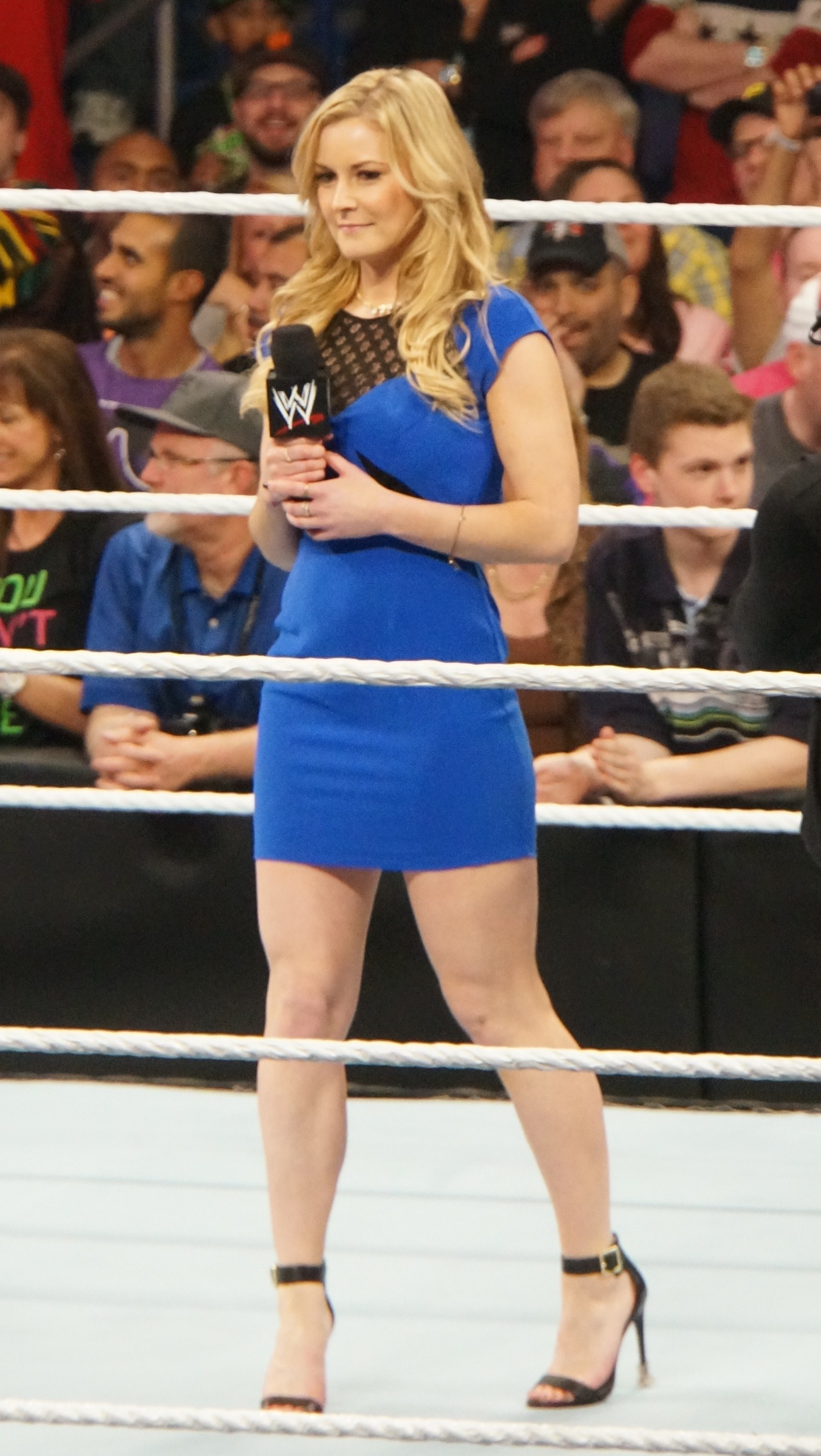
Renee Young w pierwszym od WrestleManii 29 odcinku WWE Raw w 2014 roku

23 stycznia 2012 debiutowała w WWE NXT pod pseudonimem ringowym Renee Young. Przedstawiła się jako nowy korespondent informacyjny i przeprowadziła wywiad z Aksaną. 18 października 2012 debiutowała w wydarzeniu pay-per-view. Było to Survivor Series, gdzie wraz ze Scottem Stanfordem pełniła rolę komentatorki za kulisami. W październiku 2012 roku podpisała kontrakt z WWE. 29 marca 2013 roku pierwszy raz wystąpiła w jednym z głównych programów organizacji, a konkretnie w WWE SmackDown, gdzie przeprowadzała wywiad z Randym Ortonem, Big Showem i Sheamusem. Później została trzecią prowadzącą (obok JBL i Michaela Cole’a) w progrmie internetowym The JBL and Cole Show eitowanym na YouTube i WWE.com. Program ten zdobył Slammy Award w 2013 roku. We wrześniu 2013 roku debiutowała jako dodatkowy komentator w WWE NXT. Od 3 lipca 2014 do 9 stycznia 2015 była też dodatkowym komentatorem w WWE Superstars wraz z Tomem Phillipsem. W kwietniu 2015 zaczęła prowadzić własny program nadawany na WWE Network zatytułowany Unfiltered with Renee Young, w którym przeprowadzała wywiady z personelem WWE.
Po ponownym podziale WWE na brandy w 2016 roku została w wyniku WWE Draft 2016 przypisana do WWE SmackDown. Od 2 sierpnia 2016 razem z Danielem Bryanem prowadzi ekskluzywny dla brandu program Talking Smack, w razem ze współprowadzącym i gośćmi komentuje bieżące wydarzenia w SmackDown. Początkowo program był emitowany raz na tydzień, jednak po odcinku wyemitowanym 11 lipca 2017 stał się ekskluzywny dla gal pay-per-view, począwszy od Battleground 23 lipca 2017. W sierpniu 2018 Renee przeszła do historii, stając się pierwszą kobietą, która skomentowała cały odcinek WWE RAW. 23 sierpnia 2020 potwierdziła swoje odejście z WWE po 8 latach pracy w federacji.

## Życie prywatne
Od września 2013 jest związana z wrestlerem Jonathanem Goodem, znanym lepiej pod swoim pseudonimem ringowym jako John Moxley. Para wzięła ślub 9 kwietnia 2017 w Las Vegas. Ich córka Nora Murphy Good urodziła się w czerwcu 2021 roku. 11 marca 2021 Paquette otrzymała obywatelstwo Stanów Zjednoczonych.
Jak sama przyznała, wzorem do naśladowania dla niej i osobą, która zainspirowała jej styl jest amerykańska aktorka komediowa Chelsea Handler. W jednym z wywiadów stwierdziła, że chce być nią. Za swoich mentorów uważa JBL-a, Michaela Cole’a i Gene’a Okerlunda.
Jednym z charakterystycznych dla niej zachowań było występowanie w programach WWE boso, co sama Young tłumaczyła niechęcią do noszenia butów.